# آدریان لاسترا
آدریان لاسترا (به انگلیسی: Adrián Lastra) (زاده ۲۶ فوریه ۱۹۸۴) بازیگر اسپانیایی است.
از کارهای معروف او می‌توان به بازی در فیلم پسرعموها و جگوار اشاره کرد.